# Autoroute A77 (France)
Pour les articles homonymes, voir A77.
L’autoroute A77 est une autoroute française commençant à Poligny en Seine-et-Marne, au demi-échangeur avec l'autoroute A6 et se terminant à Sermoise-sur-Loire dans la Nièvre, où elle est prolongée par la Route nationale 7.
Surnommée l’« Autoroute de l’Arbre », elle fait l'objet d'un grand soin paysager. Chacune des aires de repos porte le nom d'une espèce. L'intégration paysagère a été très étudiée et des zooducs permettent le passage des animaux (sauvages ou bétail) d'un bord à l'autre de la chaussée (comme en forêt d'Orléans), atténuant ainsi la coupure de l'infrastructure.

## Historique
- 1996 : L'A77 reprend l'ancien raccordement autoroutier A6 ↔ RN 7 entre Poligny et Dordives. La barrière de péage du Val de Loing a été reconstruite et élargie à cette occasion. Cette section avait d’autres noms : G6[1] en 1971, A70[2] en 1982, ou A67 en 1990.
- De 1999 à 2004 : Mise en service progressive de la section de Cosne-Cours-sur-Loire à Nevers-Sud.
- 1999 : Mise en service de la section Dordives – Briare de 68 km.
- 2000 : Mise en service de la section Briare – Cosne-Cours-sur-Loire de 33 km.
- 2004 : Mise en service complète de la section Cosne-Cours-sur-Loire – Nevers.
- 2009 : Mise en service de l'échangeur A19/A77, le 16 juin.
- 2012 : Intégration du tronçon Pouilly-sur-Loire - Pougues-les-Eaux de la N7.

## Tracé
Dans cet article, le tracé est divisé en sections, en fonction de son avancement et des gestionnaires de voirie chargés de son entretien.
Les sorties sont numérotées à partir de « 17 » (et non de « 1 »), par continuité avec la numérotation des sorties de l'A6 depuis Paris (périphérique). Le PK zéro de cette autoroute se situe à 80 km environ du boulevard périphérique de Paris.
L'autoroute est gérée par la société des Autoroutes Paris-Rhin-Rhône et par la Direction interdépartementale des Routes Centre-Est. C'est une autoroute 2 × 2 voies de 160 km environ, payante de l'A6 à la sortie 18, de la sortie 21 à la sortie 22 (Cosne-Cours-sur-Loire) et ensuite gratuite de la sortie 22 à la sortie 37 (Nevers).

### Sorties
Section concédée à APRR et payante (sauf entre les sorties 19 à 21, 22 et 22.1).
- Échangeur entre A6 et A77 (de et vers Paris) à 0 km : Paris, Fontainebleau, Nemours
  -   2 × 2 voies et limitation à 130 km/h
- Péage du Val de Loing à 5,5 km (à système fermé)
- 17 Dordives (RD 2007) à 6 km : Souppes-sur-Loing, Dordives, Château-Landon, Ferrières-en-Gâtinais

Passage du département de Seine-et-Marne à celui du Loiret.
Passage de la région Île-de-France à la région Centre-Val de Loire.
- franchissement du Loing à 8 km
  -  Aires de repos du Hêtre Pourpre (sens  Paris-Nevers),  du Sophora (sens Nevers-Paris) à 11 km
- Échangeur entre A19 et A77 à 19 km : Orléans, Sens, Montargis, Metz, Nancy
  - Viaduc de Pannes sur  le Canal d'Orléans et La Bézonde à 27,5 km
- 18 Montargis (RD 2060) à 28 km : Montargis, Sully-sur-Loire, Châteauneuf-sur-Loire
  -  Aires de repos du Cèdre (sens  Paris-Nevers),  du Liquidambar (sens Nevers-Paris) à 30 km
- 18.1 Varennes-Changy à 44 km : Nogent-sur-Vernisson, Varennes-Changy (demi-échangeur depuis Paris) 
  -  Aire de service du Jardin des Arbres (dans les deux sens) à 45 km
- 19 Gien (RD 940) à 54 km : Gien, Nogent-sur-Vernisson
  -  Aires de repos du Ginkgo (sens  Paris-Nevers),  du Tulipier (sens Nevers-Paris) à 64 km
- 20 Briare (RD 2007) à 68 km : Châtillon-sur-Loire, Briare

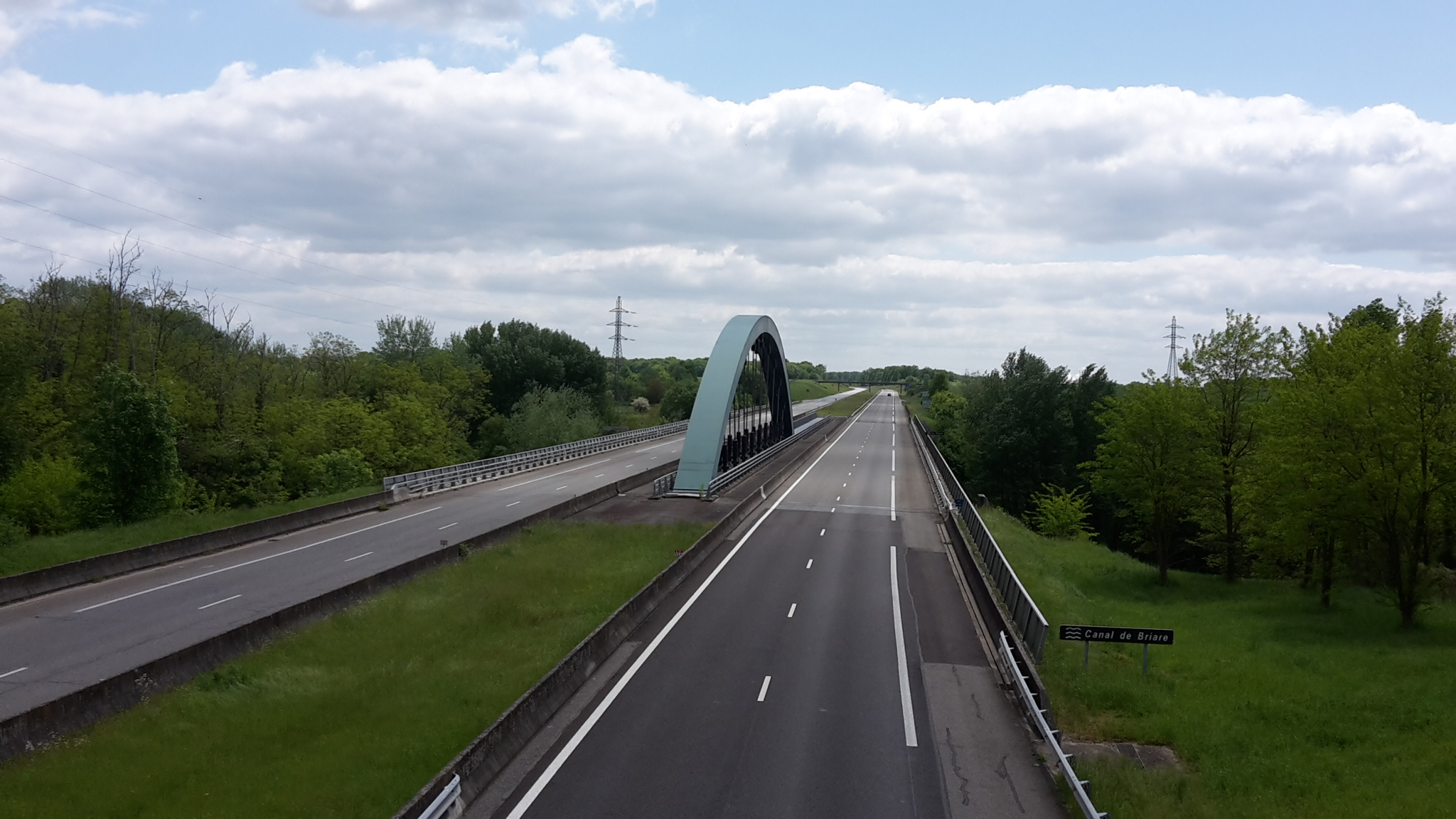
Pont sur le canal de Briare.

- Viaduc de Briare sur  le canal de Briare et la Trézée à 69,5 km
- 21 Saint-Fargeau (RD 965) à 81 km : Saint-Fargeau, Bonny-sur-Loire, Auxerre

Passage du département du Loiret à celui de la Nièvre.
Passage de la région Centre-Val de Loire à la région Bourgogne-Franche-Comté.
- Aires de repos du Caule (sens  Paris-Nevers),  du Séquoia (sens Nevers-Paris) à 88 km
- Péage de Myennes à 97 km (à système ouvert)
- 22 Cosne - nord (RD 907) à 98 km : Cosne-Cours-sur-Loire, Saint-Amand-en-Puisaye
- 22.1 Cosne - Est à 100 km : Cosne-Cours-sur-Loire, Alligny, Saint-Père (demi-échangeur depuis Nevers)

Section non-concédée gérée par la DIR Centre-Est et gratuite.

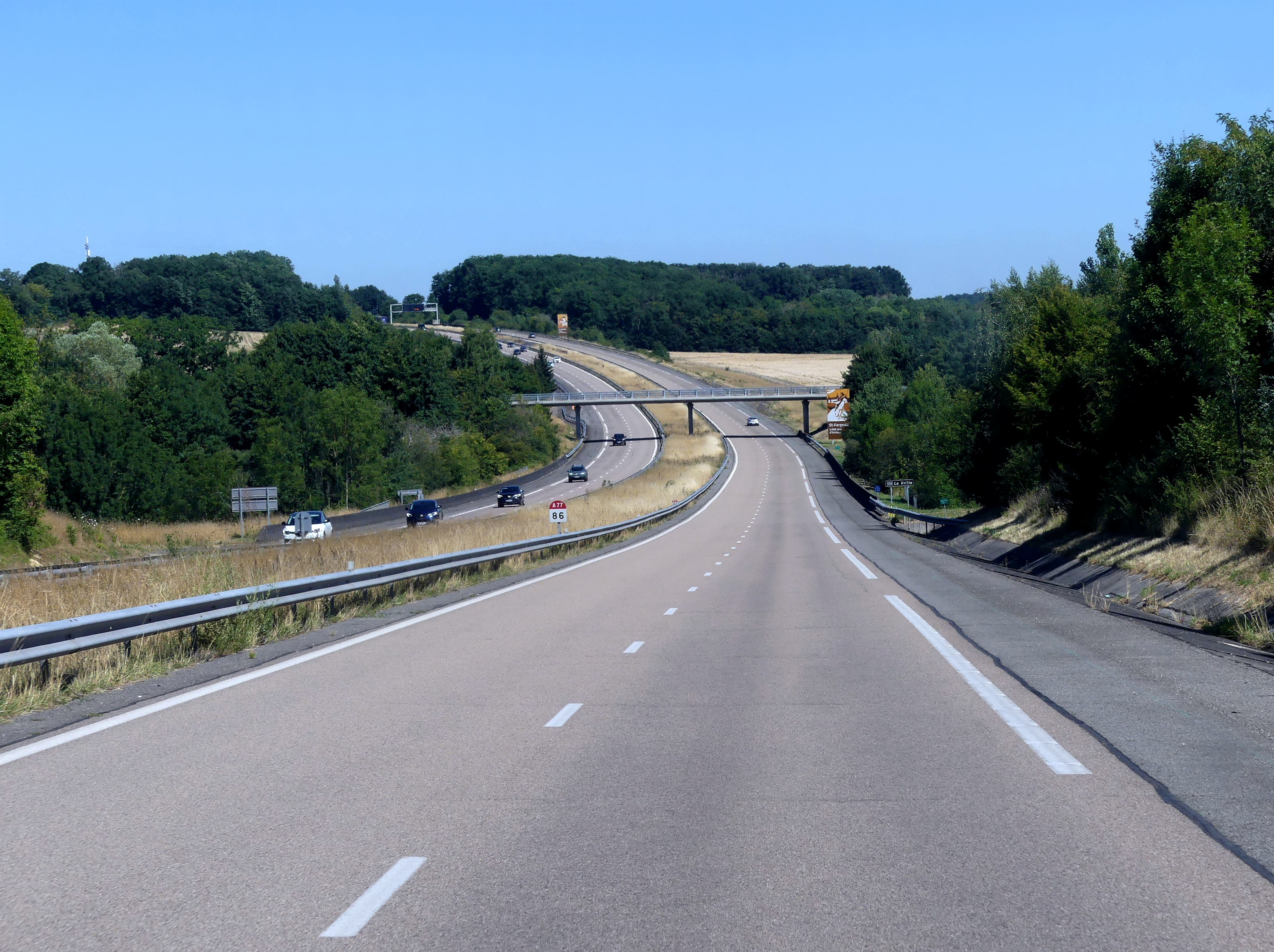
À Neuvy-sur-Loire en direction de Paris.

- 23 Cosne - sud à 103 km : Cosne-Cours-sur-Loire - Z. I, Donzy
- 24 Sancerre à 108 km : Sancerre, Saint-Laurent-l'Abbaye, Tracy-sur-Loire
  -  Aire de service des Vignobles (dans les deux sens) à 108 km
  -  Limitation à 110 km/h
- 25 Pouilly-sur-Loire - nord à 113 km : Pouilly-sur-Loire, Saint-Andelain
  -  Aire de repos de Pouilly (sens  Paris-Nevers) à 115 km
- 26 Pouilly-sur-Loire - sud à 117 km : Pouilly-sur-Loire, Narcy
  -  Aire de repos de Pouilly (sens  Nevers-Paris) à 119 km
- 27 Mesves-sur-Loire à 122 km : Mesves-sur-Loire, Bulcy, Narcy
- 28 La Charité-sur-Loire - nord (RN 151) à 125 km : La Charité-sur-Loire
  -  Aire de repos de La Charité-sur-Loire (sens  Paris-Nevers) à 127 km

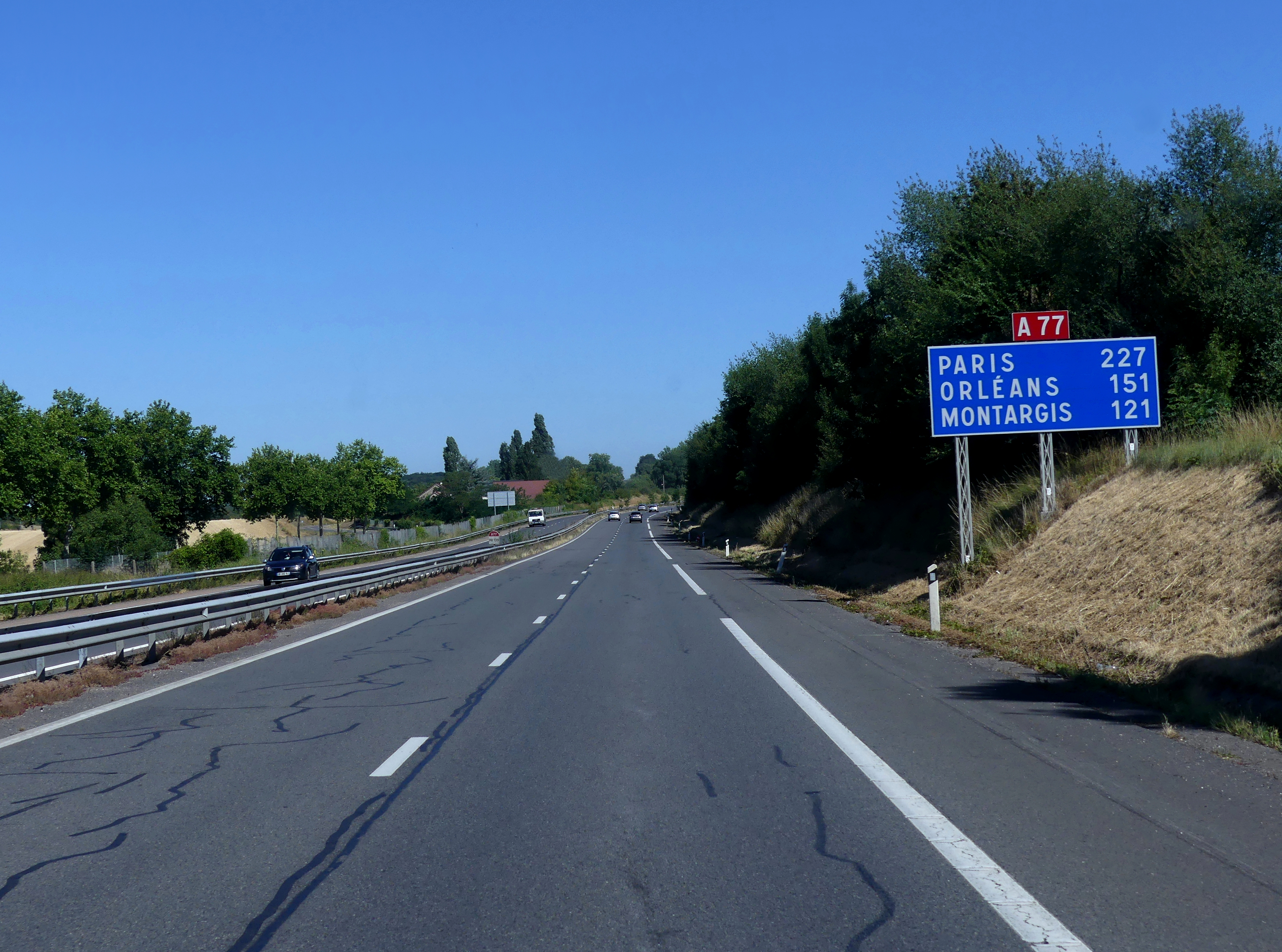
L'A77 à Chaulgnes.

- 29 La Charité-sur-Loire - Z. I (RN 151) à 128 km : La Charité-sur-Loire, Varzy, Clamecy, Prémery, Auxerre
  -  Aire de repos de la Marche (sens  Nevers-Paris) à 132 km
- 30 La Marche à 134 km : Tronsanges, La Marche
  -  Limitation à 130 km/h
- 31 Pougues-les-Eaux - nord à 140 km : Pougues-les-Eaux, Chaulgnes
  -  Aire de repos de Pougues (dans les deux sens) à 144 km
- 32 Pougues-les-Eaux - sud (RD 907) à 147 km : Pougues-les-Eaux, Garchizy, Fourchambault
- 33 Nevers - nord (RD 907) à 148 km : Nevers, Varennes-Vauzelles
- 34 Nevers - centre (RD 977) à 154 km : Nevers, Auxerre, Clamecy, Guérigny, Coulanges-lès-Nevers
- Pas de sortie 35
- 36 Nevers - est (RD 981) à 158 km : Saint-Éloi, Decize, Les jardins maraîchers de la Baratte, Château-Chinon (Ville), Imphy
  - Pont Pierre-Bérégovoy (420 m) sur  la Loire à 158,6 km
- 37 Nevers - sud (RD 907) à 161 km : Nevers, La Guerche-sur-l'Aubois, Sermoise-sur-Loire, Challuy
- Fin d'autoroute et début de route à accès réglementé (N7) à 161,4 km

## Prolongement N7 et N82 de Nevers à Balbigny

### État d'avancement
L'A77 est prolongée jusqu'à Balbigny par la N7 et la N82 dont la mise à 2 × 2 voies est réalisée progressivement depuis la fin des années 1970.

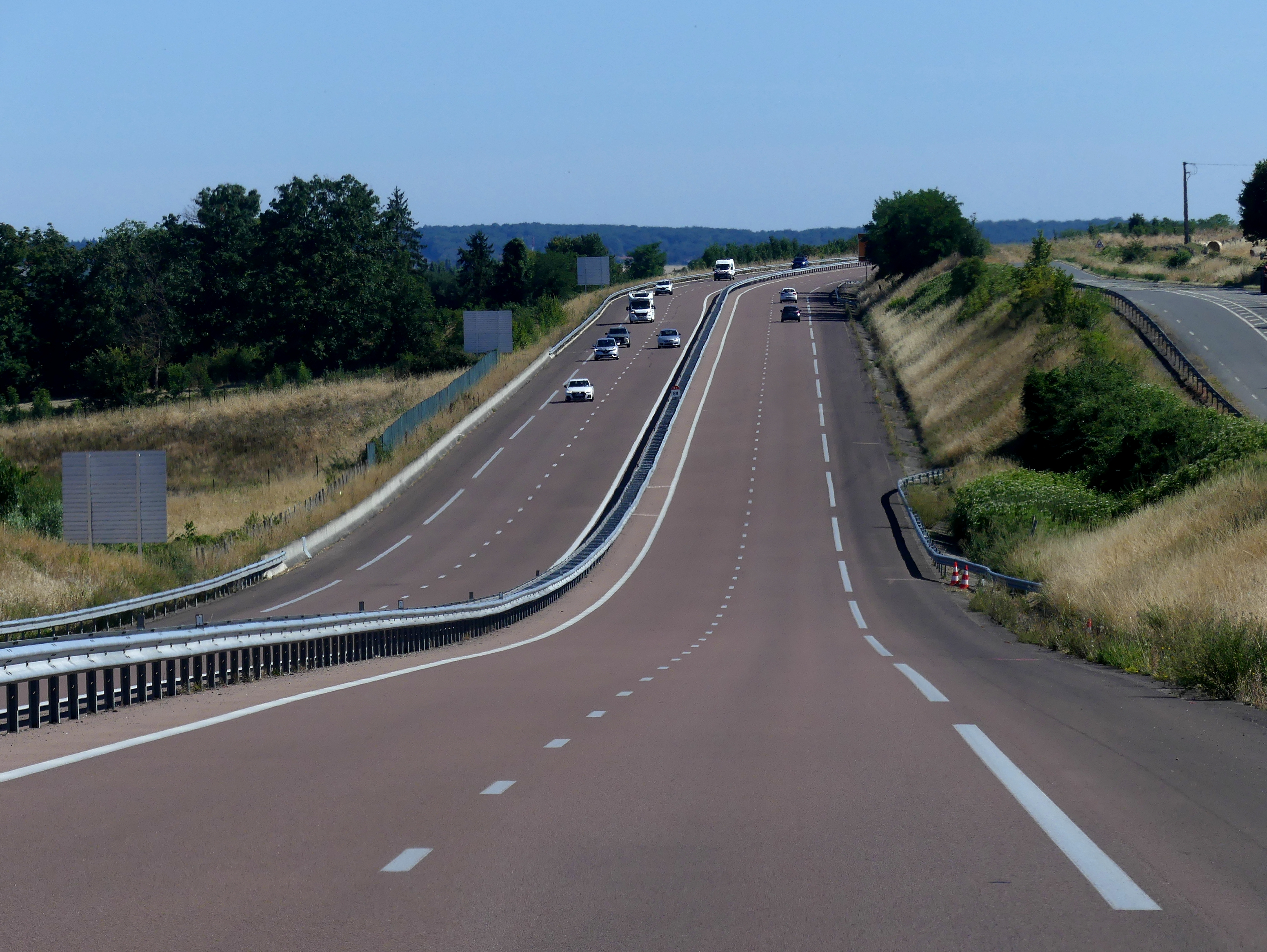
2 x 2 voies de la RN 7 au sud de Nevers.

- A77 - Moiry (9,8 km) : en service depuis 2011.
- Moiry - Maison-Rouge (3,3 km) : en service depuis 2014.
- Maison-Rouge - Saint-Pierre-le-Moûtier (2,2 km) : en service depuis le 18 juillet 2016.
- Contournement de Saint-Pierre-le-Moûtier (5 km) : en service depuis 1986 (mise aux normes autoroutières déprogrammée pour restrictions budgétaires).
- Traversée de Chantenay-Saint-Imbert (4 km) : en service depuis le 27 septembre 2022 (échangeur 41 compris).
- Chantenay-Saint-Imbert - Limite Nièvre / Allier (6 km) : ouverture prévue en 2025 (travaux en cours).
- Limite Nièvre / Allier - Villeneuve-sur-Allier (5,2 km) : en service depuis le 20 novembre 2019.
- Villeneuve-sur-Allier - Trévol (1,9 km) : en service depuis le 12 juillet 2021[5].
- Trévol - Avermes (1,8 km) : section non inscrite au CPER 2023-2027 (travaux possibles à partir de 2027).
- Avermes - Moulins (3,5 km) : en service depuis 2008.
- Contournement de Moulins (14 km) : en service depuis 1996.
- Moulins - Toulon-sur-Allier (3 km) : en service depuis 2000.
- Toulon-sur-Allier - A79 (1 km) : en service depuis le 4 novembre 2022
- Contournement de Bessay-sur-Allier (7,2 km) : section non inscrite au CPER 2023-2027 (travaux possible à partir de 2027).
- Bessay-sur-Allier (sud) - Varennes-sur-Allier (nord) (11,3 km) : non programmé.
- Contournement de Varennes-sur-Allier (4,6 km) : en service depuis le 21 décembre 2016[6].
- Varennes-sur-Allier - Lapalisse (17 km) : non programmé.
- Lapalisse - Saint-Prix (6,3 km) : en service depuis 2006.
- Saint-Prix - Limite Allier / Loire (9,2 km) : en service depuis 2014.
- Contournement de Saint-Martin-d'Estréaux (2,8 km) : mise à 2 × 2 voies non programmée.
- Saint-Martin-d'Estréaux (est) - La Pacaudière (4,2 km) : non programmé.
- La Pacaudière - Changy (7,5 km) : en service depuis 2010.
- Changy - Saint-Germain-Lespinasse (7,4 km) : non programmé.
- Saint-Germain-Lespinasse - Roanne (7,6 km) : non programmé (mais secteur jugé prioritaire dans le département de la Loire).
- Roanne - L'Hôpital-sur-Rhins (13,5 km) : en service entre 1978 et 2006.
- L'Hôpital-sur-Rhins - Neulise (10 km) : en service entre 1998 et 2006.
- Neulise - A89 : en service depuis le 6 juillet 2018.

### De Nevers à Moulins
Sorties réalisées :
- à 163 km :  Aire de repos des Faïenciers (sens  Province-Paris)
- 38 à 171 km : Magny-Cours, circuit de Nevers Magny-Cours
  - à 171 km :  Aire de service de Magny-Cours (dans les deux sens)
- 39 à 179 km : villes desservies Bourges, Sancoins
- 40 à 180 km : Saint-Pierre-le-Moûtier (demi-échangeur côté Nevers)
- à 181 km :  Aire de repos de Saint-Pierre (dans les deux sens)
- 40 à 182 km : Saint-Pierre-le-Moûtier (demi-échangeur côté Moulins)

- 41 à 187 km : ville desservie Chantenay-Saint-Imbert
- Fin de route à accès réglementé à 187 km

- Début de route à accès réglementé (N7) à 195 km
  - à 197 km :  Aire de repos de Villeneuve-sur-Allier (Clayeux) (sens  Paris-Province)
  - à 198 km :  Aire de repos de Villeneuve-sur-Allier (Pilets) (sens  Province-Paris)
- 42 à 200 km : ville desservie Villeneuve-sur-Allier
- Fin de route à accès réglementé à 201 km

- Début de route à accès réglementé (N7) à 203 km
- 43 à 207 km : Moulins, Trévol, Bourbon-l'Archambault, Avermes par RD 707
- 44 à 208 km : Les Portes de l'Allier (quart-échangeur depuis Nevers)
- 45 à 210 km : Decize, Dornes, Saint-Ennemond, Moulins-Les Chartreux par RD 979A
- 46 à 213 km : Yzeure, Autun, Bourbon-Lancy, Chevagnes par RD 779
- 47 à 217 km : Montbeugny, Yzeure-Centre et Le Plessis par RD 12 
  - à 219 km  Aire de repos de Millepertuis (poids lourds) (sens  Province-Paris)
- 48 à 220 km : Toulon-sur-Allier, Yzeure-Z.A. par RD 707
- 49 à 222 km : Neuilly-le-Réal, Toulon-sur-Allier
  - à 222 km :  Aire de service du Bourbonnais (dans les deux sens)
- Fin de route à accès réglementé et début d'autoroute (A79) à 223 km
- Échangeur entre RN 7 et A79 à 223 km : Chalon-sur-Saône, Mâcon, Montluçon, Clermont-Ferrand, Saint-Pourçain-sur-Sioule

### De Moulins à Balbigny
Sorties réalisées :
- Début de route à accès réglementé (N7) à 242 km
- Fin de route à accès réglementé à 247 km
  - à 264 km :  Aire de service des Vérités (dans les deux sens)
- Début de route à accès réglementé (N7) à 264 km
- 57 à 269 km : villes desservies Digoin, Le Donjon, Saint-Prix
- 58 à 278 km : ville desservie Saint-Martin-d'Estréaux
- Fin de route à accès réglementé à 279 km
- Début de route à accès réglementé (N7) à 285 km
- 59 à 285 km : ville desservie La Pacaudière
- 60 à 291 km : villes desservies Saint-Forgeux-Lespinasse, Ambierle, Changy
- Fin de route à accès réglementé à 292 km
- Début de route à accès réglementé (N7) à 307 km
- 64 à 307 km : villes desservies Mably-bourg, Riorges-La Valette (demi-échangeur vers Balbigny)
- 65 à 308 km : villes desservies Riorges-centre, Aéroport Arsenal, Boulevard Ouest
- 66 à 308 km : villes desservies Roanne-Centre Port, Charlieu, Paray-le-Monial
- 67 à 310 km : villes desservies Thizy, Perreux, Le Coteau, Commelle-Vernay
- 68 à 314 km : villes desservies Le Coteau, Lac de Villerest (demi-échangeur vers Balbigny)
- 69 à 315 km : villes desservie Notre-Dame-de-Boisset (demi-échangeur vers Roanne)
- 70 à 318 km : villes desservies Amplepuis, Regny, L’Hôpital-sur-Rhins (demi-échangeur vers Roanne)
- 71 à 319 km : villes desservies Lyon, Tarare, Saint-Symphorien-de-Lay
- 72 à 326 km : villes desservies Neulise, Vendranges (RN 82)
  - à 327 km :  Aire de repos de Neulise (dans les deux sens)
- 73 à 329 km : ville desservie Neulise-Les Jacquins (RN 82)
- 74 à 334 km : Balbigny, Saint-Étienne par RD 1082 (RN 82)
- Fin de route à accès réglementé et début d'autoroute (A89) à 334 km
- Péage de Balbigny à 334 km
- Échangeur entre RN 82 et A89 à 335 km : Lyon - Clermont-Ferrand / Saint-Étienne

Sorties en projet :
- 51 à 228 km : Bessay-sur-Allier
- 52 à 235 km : Châtel-de-Neuvre, La Ferté-Hauterive
- 53 à 242 km : Montmarault, Saint-Pourçain-sur-Sioule, Varennes-sur-Allier Nord, par RD 46 ; A 71 Clermont-Ferrand, Riom
- 54 à 247 km : Varennes-sur-Allier Sud, Rongères ; par la RN 209 : Vichy, Saint-Germain-des-Fossés, Billy
- 55 à 257 km : Saint-Gérand-le-Puy
- 56 à 264 km : Vichy par RD 907, Lapalisse
- 61 à 296 km : Charlieu, Saint-Romain-la-Motte, Saint-Germain-Lespinasse
- 62 à 299 km : Mably-bourg, les Tuileries, Les Baraques
- 63 à 306 km : Mably-Les Tuileries, Parc de la Villette

## Sites remarquables
- Arboretum national des Barres (sortie nos 18.1 et 19).
- Jardin des Arbres (accessible par l’aire du Jardin des Arbres)[8].
- Château de la Bussière (sortie no 19).
- Canal de Briare et Pont-canal de Briare (sortie no 20).
- Chantier médiéval de Guédelon (sortie nos 21 et 22).
- Château de la Rocherie (sortie no 33).
- Apremont-sur-Allier (sortie no 37).
- Circuit de Nevers-Magny-Cours (sortie no 38).
- Arboretum de Balaine à Villeneuve-sur-Allier.
- Château d'Avrilly à Trévol.

## Lieux sensibles
- Traversée de Bessay-sur-Allier.
- Traversée de Saint-Loup.
- Traversée de Saint-Gérand-le-Puy.
- Traversée de Périgny.
- Traversée de Mably.